# Macratria gigantea
Macratria gigantea là một loài bọ cánh cứng trong họ Anthicidae. Loài này được Wickham miêu tả khoa học năm 1910.